# Casa fortificada la Garrofera
La Casa Fortificada la Garrofera es un edificio residencial fortificado, que se sitúa en el término municipal de Relleu, en la provincia de Alicante, España, del que se desconoce la fecha de construcción

## Descripción
Se trata de una edificación de planta cuadrada, de tres plantas y cubierta inclinada a cuatro aguas. Dispone de tres huecos por planta en la fachada principal, donde destaca el acceso terminado en arco rebajado. En fachadas laterales cuenta con cuatro huecos por planta. Las esquinas de la fachada principal y los laterales cuentan con garitones defensivos.
La tipología de la casa deriva de la masía catalana, disponiendo de un amplio zaguán al que se abren dos estancias. Tras el muro central se desarrolla el estar-cocina, donde destaca la "llar" y, anejo a él, el "pastador", donde se preparaba el pan y desde donde arranca la escalera de comunicación entre las diferentes plantas.